# アメリカ合衆国の中等教育

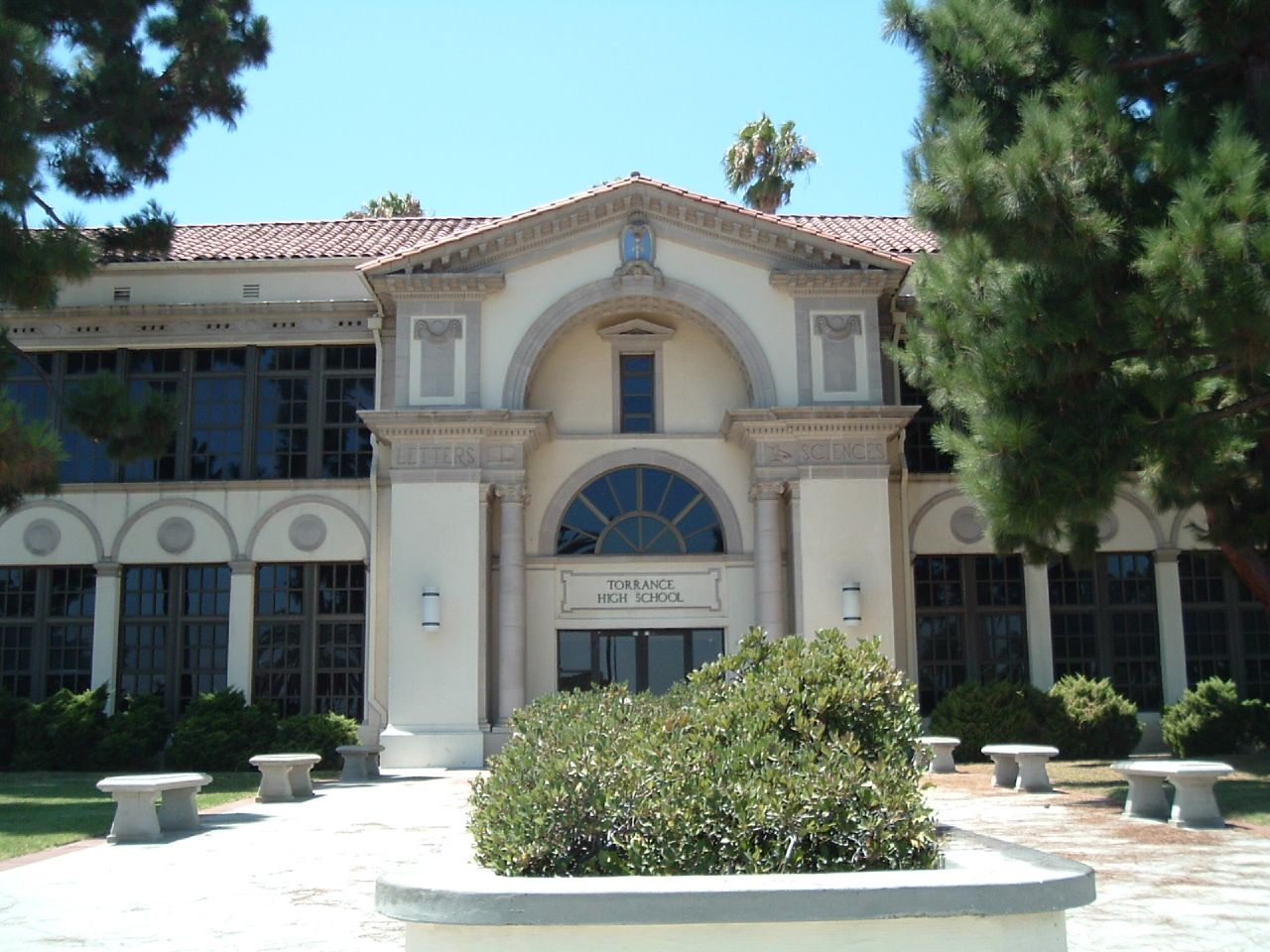
トーランス高校 - カリフォルニア州トーランス(ロサンゼルス大都市圏)

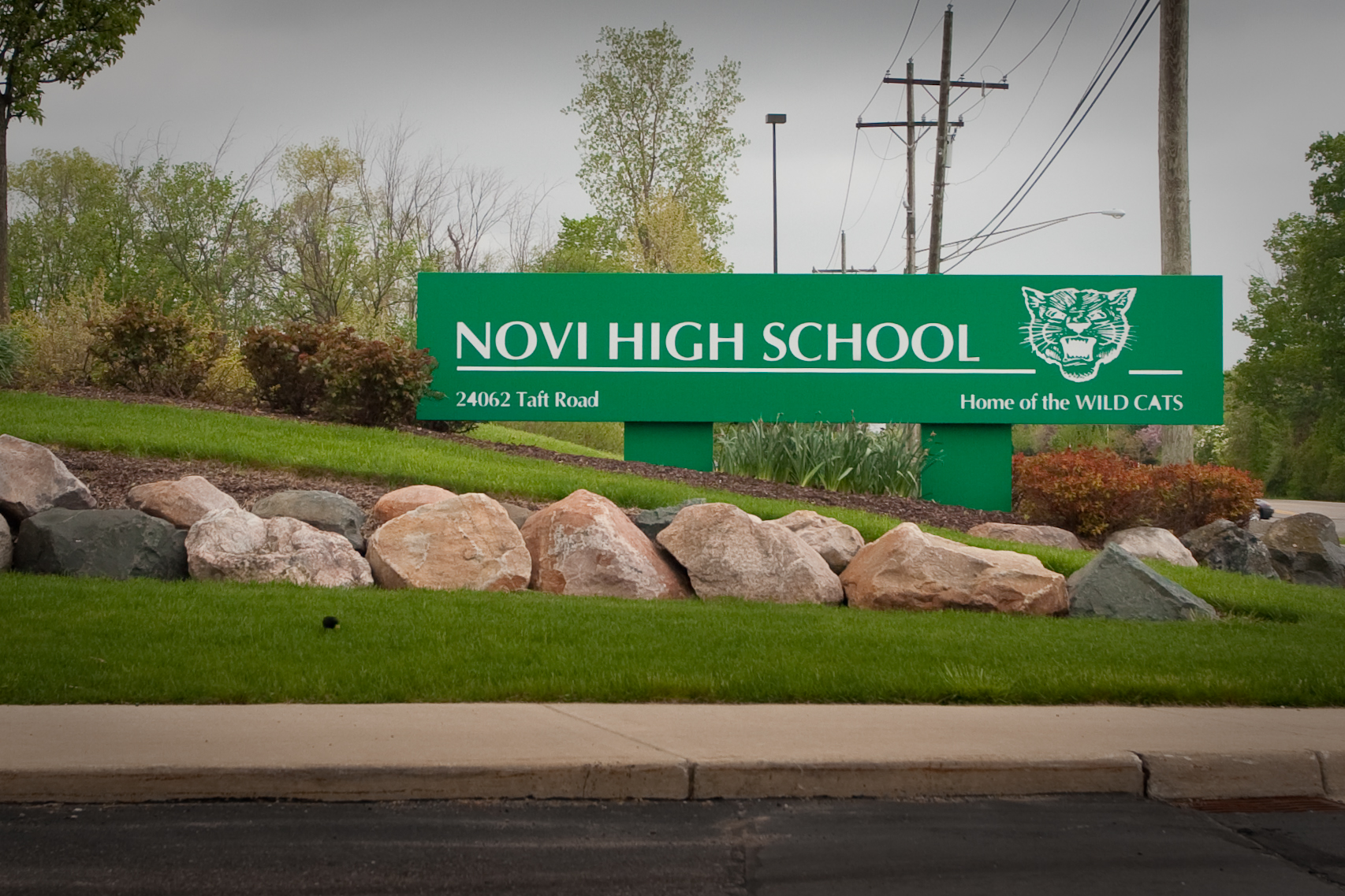
ノバイ高校のエントランスサイン - ミシガン州ノバイ(デトロイト大都市圏)

アメリカ合衆国の中等教育（アメリカがっしゅうこくのちゅうとうきょういく、Secondary education in the United States）はK-12一貫性をとっている。米国は、19世紀初頭の8年制初等教育から、1960年代にはK12制に移行し、12年間を初等6年、中等6年（前期3年後期3年）の6・3制を採っていた。
当時は中等の6年間をハイスクールと呼び、前期3年をジュニア・ハイスクール、後期3年をシニア・ハイスクールと呼んだ。
1980年代から、シニア・ハイスクールを4年制にする学区が増え、それと同時にジュニア・ハイスクールを2年制にしたり、ジュニアハイスクールを廃止して全く新たなコンセプトでミドルスクールやインターミディエイト・スクールを設置する学区が現れ始める。
ミドルスクール・コンセプトは、「ハイスクールの前期（ジュニア）後期（シニア）ではなくハイスクールとエレメンタリー（初等教育）の中間・橋渡しである」というコンセプトに成り立っていて単に2年間3年間という違いではない。つまりコンセプトとしては2年制であっても「ジュニア・ハイスクールはハイスクールの前期」であり、ミドルスクールは仮に3年制であっても「ハイスクールの一部ではなく初等と中等の橋渡し位置の生徒である」というコンセプトになる（法的・制度的には中等教育）。
アメリカは地元教委に対する連邦教育省や州教育庁の強制権は最低カリキュラムなど以外はほとんど無く、全国13,588（2011年）の独立教委（学区）がそれぞれ独立採算・独自人事採用・独立運営をしている。 よって、K-12の学年割りも各教委によって6・3・3であったり、4・2・2・4であったり、5・3・4であったり4・4・4であったり非常にばらつきがある。（ただし主流は5・3・4） 中には同じ教委内で、ある地区は4・2・2・4で、ある地区は5・3・4であったり、マグネットやオルタネティブからの転校・進学もある。 また同じ教委内で、あるミドルスクールは2年制、あるミドルスクールは4年制という場合もある。

## ミドルスクール (第五、第六ないし第七学年から第八学年)
ミドルスクール、ジュニア・ハイスクール、 およびイミディエイトスクールは、いずれも、第六ないし第七学年から始まり第八学年で終わる学校の互換性のある名称である。まれに、第九学年を有することもある。ジュニア・ ハイスクールという呼称と第七学年から始まる学校は一般的でなくなりつつある。
初等教育では、全ての学級が一人の同じ教員から担任されるのに対して、中等教育では、生徒たちは初めて、一日に複数の教員から、どこで授業を受けるかどうかという受講計画を登録する。授業科目は、通常、主要科目である自然科学、数学、英語、社会科学と、副教科である文章読解や技術などからなる。幼稚園から第九学年までは必修科目として体育がある。加えて一つか二つの選択科目を受講する。

## ハイスクール (第九学年から第十二学年まで)
ハイスクールは通常第九学年から第十二学年までであるが、この原則に沿わない学区もある。もっともよく見られるのは第九学年がミドルスクールに含まれる形式であるが、これは比較的古い形態であり消滅しつつある。ハイスクールでは、生徒は自身の教育により大きな自由を有しており、基幹科目を選択することも可能である。

## 基本的なカリキュラム構成
米国の教育制度では、他の先進国と異なり、高等教育機関の第2学年まで基本的な教育内容が分岐しない。ハイスクール段階では生徒は様々な科目を特別な専攻を除いて幅広く履修する。カリキュラムの難度や質は、各州だけでなく州内の学区によってそれぞれ異なる。例えば単位取得が可能な合格点が100点満点で70点の学区もあれば75点の学区もある。
以下に示すパターンは、ハイスクール修了資格を取得するのに最低限必要な履修例の一つである。
- 自然科学 (生物学、化学、 物理学)
- 数学 (通例最低3年。代数学、幾何学、代数学II 微積分や三角関数を含む)
- 英語 (4年)
- 社会科学 (各国史、社会学、政治学　及び 経済学。アメリカ史は必修)
- 体育 (最低1年)

このほかにもボランティア活動、外国語や情報リテラシーの履修を義務づけたり、州の標準テストの合格ラインを満たすなど卒業に必要な条件は様々である。多くの州は解剖学、栄養学、救急処置、性と産児制限の基礎概念、DARE.プログラムと呼ばれる薬物乱用予防教育、煙草やアルコールをなぜ回避しなければならないか学ぶ"保健"コースの受講も生徒に要求している。州が学力低下に危機感を持ったり、地元の州立大学に卒業生の学習内容について不満を表明されたときなどには卒業のハードルを高くすることがある。

### 選択科目
ハイスクールは様々な自由選択科目を提供しているが、学区の財政状況いかんで科目が削除されたり利用できる設備が制限されることもある。